# 津山直一
津山 直一（つやま なおいち、1923年（大正12年）12月8日 - 2005年（平成17年）2月5日）は、日本の医学者である。整形外科学を専門としていた。

## 経歴・人物
兵庫県に生まれる。1946年（昭和21年）9月に東京帝国大学医学部（現在の東京大学医学部）卒業後、東京通信大学に非常勤講師として勤務した。1954年（昭和29年）に東京医科歯科大学に助教授として勤務した後に、イギリス及び西ドイツのミュンヘンに留学のため移住する。その後帰国し、1958年（昭和33年）には古巣の東京大学医学部附属病院分院助教授として復帰した。1960年（昭和35年）に医学博士の称号を獲得し、同大学の助教授を経て教授に昇格する。
1972年（昭和47年）に同大学病院の中央リハビリテーション部の部長に就任すると、正式に整形外科学の研究に専念する。1984年（昭和59年）に東京大学を退職するが同年名誉教授となり、国立障害者リハビリテーションセンターに勤務し、訓練所及び病院長を歴任した。翌1985年（昭和60年）には同センターの総長を務め、理学療法士や作業療法士の資格制度の導入に携った。1989年（平成元年）には日本リハビリテーション医学会の理事長（後に名誉総長）に就任し、後に日本肢体不自由児協会及び日本心身障害児協会、日本盲人職能開発センター等理事長を歴任し身体不自由者の支援に貢献した。

## 著書
- 『リハビリテーション医学』
- 『整形外科大事典』